# Moje 3
Le Moje 3 erano un girl group serbo.

## Storia del gruppo
Il gruppo si è formato nel corso della seconda stagione del talent-show televisivo Prvi glas Srbije (simile a The Voice).
Il gruppo ha partecipato all'Eurovision Song Contest 2013 come rappresentante della Serbia con il brano Ljubav je svuda.
Il gruppo si è sciolto ufficialmente nel 2013, poiché tutte le componenti volevano concentrarsi sulla loro carriera da solista.

## Formazione
- Mirna Radulović
- Nevena Božović
- Sara Jovanović

## Discografia

### Singoli
- 2013 - Ljubav je svuda
- 2013 - Nisi sam